# Tic toc/La porti un bacione a Firenze
Tic toc/La porti un bacione a Firenze è un singolo di  Nada pubblicato dalla RCA Italiana nel 1971.

## Descrizione
I due brani non furono inclusi in nessun album; solo nel 1995 vennero pubblicati in cd nell'antologia I successi di Nada
Il lato A Tic toc, arrangiato da Ruggero Cini, partecipò alla Mostra internazionale di musica leggera 1971 a Venezia; il lato B La porti un bacione a Firenze, cover di Odoardo Spadaro arrangiata da Piero Pintucci, partecipò a Canzonissima 1971.

## Tracce
LATO A
1. Tic toc (testo: Franco Migliacci – musica: Dario Farina, Mauro Lusini e Ubaldo Continiello (non accreditato sull'etichetta); edizioni musicali Amici del Disco)

LATO B
1. La porti un bacione a Firenze (Odoardo Spadaro; edizioni musicali Suvini Zerboni)